# Dean Acheson
Dean Gooderham Acheson, född 11 april 1893 i Middletown, Connecticut, död 12 oktober 1971 i Sandy Spring, Montgomery County, Maryland, var en amerikansk ämbetsman tillhörig demokraterna som var USA:s utrikesminister 1949–1953 under president Harry S. Truman. Acheson bidrog starkt till utformningen av Trumandoktrinen och Marshallplanen. Trots sin antikommunistiska syn blev han attackerad av senator Joseph McCarthy och andra personer på högerkanten. Acheson övertygade Truman att bistå de franska styrkorna i Indokina men rådde senare president Lyndon B. Johnson att förhandla om fred med Nordvietnam. Under Kubakrisen var Acheson en av dem som president John F. Kennedy vände sig till för råd.

## Uppväxt och utbildning
Dean Achesons far, Edward Campion Acheson, var engelskfödd präst inom anglikanska kyrkan, som efter att ha bott i Kanada i flera år flyttade till USA för att bli biskop i Connecticut. 
Dean Acheson studerade vid Yale University (1912-1915) och Harvard Law School (1915-1918).

## Tidig karriär
I sin tidiga karriär arbetade Acheson vid en advokatbyrå i Washington D.C., Covington & Burling. 1933 anställdes han av president Franklin D. Roosevelt till en tjänst i finansdepartementet. Där blev han dock inte långvarig eftersom han motsatte sig Roosevelts planer på att ändra guldpriset. Senare anställde Roosevelt honom inom utrikesdepartementet, och han spelade där en avgörande roll i utformningen av det ekonomiska embargo som fick Japan att attackera Pearl Harbor 7 december 1941.

## Utrikesminister
1945 blev Acheson anställd av Harry S. Truman som statssekreterare i utrikesdepartementet och arbetade under utrikesministrarna Edward Stettinius, James F. Byrnes och George C. Marshall. Under den här perioden direkt efter andra världskriget befann sig utrikesministrarna ofta utomlands och Acheson fick överta en del av deras arbete på hemmaplan. Under denna period lade Acheson grunden till en nära relation med Truman. Under de följande två åren spelade han en viktig roll för utformningen av Trumandoktrinen och Marshallplanen. Acheson trodde att det bästa sättet att stoppa spridningen av kommunismen var ett ekonomiskt starkt Västeuropa. 
1949 utnämnde Truman Acheson till utrikesminister. I den här befattningen förverkligade Acheson strategin med uppdämning, en doktrin som främst George F. Kennan, en högt uppsatt tjänsteman i utrikesdepartementet, var hjärnan bakom. Acheson bidrog även till grundandet av NATO, och var den som skrev under pakten för USA. Bildandet av Nato innebar ett väsentligt avsteg från den vedertagna amerikanska utrikespolitiken, enligt vilken USA inte skulle vara med i "intrasslande allianser".
Acheson övertygade Truman att bistå de franska styrkorna i Indokina men rådde senare president Lyndon B. Johnson att förhandla om fred med Nordvietnam. I sin bok Present at the Creation: My Years in the State Department från 1969, hävdar Acheson att USA gav stöd till Frankrike för att fransmännen "utpressade" dem genom att USA behövde deras stöd angående Nato och Tyskland.
Trots sin roll som orubblig antikommunist blev han angripen av flera antikommunister för att han bara verkade för en "uppdämning" av kommunistregimer och inte mer aktivt attackerade kommunismen utomlands och inom landet. Både han och utrikesministern George Marshall attackerades av personer som Joseph McCarthy; Acheson var ett skällsord för vissa amerikaner, som försökte likställa uppdämning med eftergifter. Richard Nixon, som senare i egenskap av president skulle använda sig av Acheson som rådgivare, klagade på "Achesons college för feg kommunist-uppdämning". Kritiken blev än mer högljudd då Acheson vägrade att "vända Alger Hiss ryggen" när denne anklagades för att vara kommunistisk spion.
15 december 1950 röstade Republikanerna enhälligt, men till ingen nytta, i Representanthuset för att Acheson skulle avskedas från sin post som utrikesminister. Han upprörde också högern när han ställde sig på Harry Trumans sida i dispyten med general Douglas MacArthur om Koreakriget. Acheson och Truman ville begränsa kriget till Korea, medan MacArthur krävde att kriget skulle utökas till Kina.

## Senare karriär
Efter presidentvalet 1952 återvände Acheson till arbetet som advokat. Han efterträddes av den nya presidenten Eisenhowers utrikesminister Dulles. Trots att Achesons officiella karriär inom regeringen var över fortsatte hans inflytande. Acheson startade en speciell arbetsgrupp för Demokratiska partiet under Eisenhower. En stor del av president John F. Kennedys strategi "flexibelt gensvar" kom från den gruppen. 
Achesons advokatbyrå låg strategiskt inom kort avstånd från Vita huset. Han var inofficiell rådgivare till Kennedy-, Johnson- och Nixonadministrationerna. 1964 tilldelades han "Presidential Medal of Freedom". 1970 fick han Pulitzerpriset i kategorin historia för sina memoarer om ämbetsperioden i utrikesdepartementet, Present at the Creation: My Years in the State Department.
1971 avled Dean Acheson efter att ha drabbats av massiv hjärnblödning vid sitt skrivbord på farmen i Sandy Spring, Maryland, vid en ålder av 78 år.